# Vlag van de Afrikaanse Unie

Vlag van de Afrikaanse Unie

Vlag van de Afrikaanse Unie van 2004 tot 2010. Was ook de vlag van de Organisatie van Afrikaanse Eenheid van 1970 tot 2002.

De vlag van de Afrikaanse Unie, voorheen van de Organisatie van Afrikaanse Eenheid, bestaat uit de vorm van Afrika in het groen op een witte zon op een groene achtergrond. De 55 stralen van de zon wijzen naar 55 gouden sterren. Groen staat voor hoop en de 55 gouden sterren symboliseren de 55 lidstaten van de unie. De huidige vlag is in gebruik sinds 2010. Bij de eerste goedkeuring waren er 53 sterren. Op 27 juli 2011 werd Zuid-Soedan echter de 54e lidstaat, en in januari 2017 trad Marokko weer toe, waarmee het totaal op 55 kwam.

## Vorige vlag
De oude vlag bestond uit drie brede horizontale banen in groen, wit en groen, die door twee smalle gouden banen van elkaar gescheiden werden. In het midden stond het embleem van de Afrikaanse Unie. De kleuren in de vlag hebben elk symbolische betekenissen. De groene kleur symboliseert de hoop op Afrikaanse eenheid. Het goud staat voor de rijkdom van het continent en een goede toekomst. Het wit staat voor de zuiverheid van de intentie om vriendschappelijk met de rest van de wereld om te gaan. Het rood — in de ringen aan de onderkant van het embleem — staat voor Afrikaanse solidariteit en het bloed dat voor de bevrijding van Afrika gevloeid is.